# 의령 정곡리 변형규공 시혜비각
의령 정곡리 변형규공 시혜비각(宜寧 井谷里 卞炯圭公 施惠碑閣)은 대한민국 경상남도 의령군 낙서면에 있는 일제강점기의 건축물이다. 2010년 12월 9일 경상남도의 문화재자료 제521호로 지정되었다.

## 개요
출목익공식 팔작집으로 불교건축의 닷집과 부분적으로 중국 등 외래 건축의 영향을 받은 것으로 보이며, 일반적인 정려각 형식의 비각과는 다른 특이한 양식의 건물로 건축 양식적 희소성은 물론 시대적ㆍ지역적ㆍ민속적 특성이 강하게 반영되어 학술자료로서의 보전가치가 높다.
변형규공은 승정원 좌부승지를 역임하였고, 병자 대흉년(1916년)에 빈민구제에 전력하여 향방(의령, 창녕)에서 영덕비를 건립해 덕행을 칭송하였으며, 후손의 귀감이 된 인물이다.

## 참고 자료
- 의령 정곡리 변형규공 시혜비각 - 국가유산청 국가유산포털